# Bryon Russell
Bryon Demetrise Russell (San Bernardino, California, 31 de diciembre de 1970) es un exjugador de baloncesto que pasó la mayor parte de su carrera en Utah Jazz de la NBA. Con 2,01 metros de estatura, jugaba en la posición de alero.

## Carrera

### Universidad
Tras ser All-American en el insitituto, Russell jugó tres temporadas en la Universidad de Long Beach State. En sus temporadas júnior y sénior, promedio 13.5 puntos y 7 rebotes con más de un 50% en tiros de campo en ambas campañas. Como sénior, firmó 13.2 puntos y lideró a su equipo en rebotes con 6.7 por partido. En 1993 fue nombrado en el mejor quinteto del torneo de la Big West Conference tras anotar 20 puntos a Cal State-Fullerton, 12 a UNLV Rebels y 16 en la final a New Mexico State Aggies. 

### NBA
Russell fue seleccionado por Utah Jazz en la 45.ª posición del Draft de 1993, soprendiendo en su primera temporada con su juego que le valió disputar 48 partidos como titular de los 67 en los que apareció. Promedió 5 puntos y 2.7 rebotes en 16.7 minutos de juego, jugando además el inaugural partido de los rookies del All-Star Weekend de 1994. Tras varias temporadas aportando al equipo, Russell se hizo famoso por una precisamente no exitosa jugada defensiva. Cerca del final del sexto encuentro de las Finales de la NBA de 1998, fue el encargado de defender a Michael Jordan en la última posesión de Chicago Bulls. Tras una finta de Jordan, Russell tropezó y permitió al jugador de los Bulls anotar fácilmente. Según comenta el propio Michael Jordan, un año antes, Russell -siendo rookie- le había recriminado por abandonar la NBA para dedicarse al golf, añadiendo que "se había tenido que retirar" para evitar que Russell le defendiese. Jordan lo tomó como algo personal. A continuación, los Bulls ganaron su sexto anillo y Jordan se retiró de nuevo del baloncesto. Cosas del destino, posteriormente Russell sería compañero de Jordan en Washington Wizards, donde jugaría en la temporada 2002-03 tras nueve campañas en los Jazz.
Russell, quien de 1997 a 2000 no se perdió ningún partido de temporada regular, jugó sus últimas temporadas en Los Angeles Lakers, con quienes perdió las Finales de 2004 ante Detroit Pistons, y Denver Nuggets. A lo largo de su carrera, Russell disputó tres Finales de la NBA, perdiéndolas todas.

## Estadísticas de su carrera en la NBA

### Temporada regular
| Año       | Equipo      | PJ  | PT  | MPP  | %TC  | %3P  | %TL  | RPP | APP | ROB | TPP | PPP  |
| --------- | ----------- | --- | --- | ---- | ---- | ---- | ---- | --- | --- | --- | --- | ---- |
| 1993-94   | Utah        | 67  | 48  | 16.7 | .484 | .091 | .614 | 2.7 | .8  | 1.0 | .3  | 5.0  |
| 1994-95   | Utah        | 63  | 15  | 13.7 | .437 | .295 | .667 | 2.2 | .5  | .8  | .2  | 4.5  |
| 1995-96   | Utah        | 59  | 9   | 9.8  | .394 | .350 | .716 | 1.5 | .5  | .5  | .1  | 2.9  |
| 1996-97   | Utah        | 81  | 81  | 31.2 | .479 | .409 | .701 | 4.1 | 1.5 | 1.6 | .3  | 10.8 |
| 1997-98   | Utah        | 82  | 7   | 27.1 | .430 | .341 | .766 | 4.0 | 1.2 | 1.1 | .4  | 9.0  |
| 1998-99   | Utah        | 50  | 50  | 35.4 | .464 | .354 | .795 | 5.3 | 1.5 | 1.5 | .3  | 12.4 |
| 1999-2000 | Utah        | 82  | 70  | 35.4 | .446 | .396 | .750 | 5.2 | 1.9 | 1.6 | .3  | 14.1 |
| 2000-01   | Utah        | 78  | 46  | 31.7 | .440 | .413 | .779 | 4.2 | 2.1 | 1.2 | .3  | 12.0 |
| 2001-02   | Utah        | 66  | 40  | 30.3 | .380 | .341 | .821 | 4.5 | 2.1 | 1.0 | .3  | 9.6  |
| 2002-03   | Washington  | 70  | 23  | 19.8 | .353 | .329 | .768 | 3.0 | 1.0 | 1.0 | .1  | 4.5  |
| 2003-04   | L.A. Lakers | 72  | 1   | 13.1 | .402 | .384 | .769 | 2.0 | 1.0 | .4  | .2  | 4.0  |
| 2004-05   | Denver      | 70  | 2   | 14.7 | .377 | .376 | .792 | 2.5 | 1.0 | .6  | .2  | 4.4  |
| 2005-06   | Denver      | 1   | 0   | 3.0  | ...  | ...  | ...  | 1.0 | 1.0 | .0  | .0  | .0   |
| Total     | Total       | 841 | 392 | 23.5 | .431 | .369 | .750 | 3.5 | 1.3 | 1.0 | .2  | 7.9  |

### Playoffs
| Año   | Equipo      | PJ  | PT | MPP  | %TC  | %3P  | %TL   | RPP | APP | ROB | TPP | PPP  |
| ----- | ----------- | --- | -- | ---- | ---- | ---- | ----- | --- | --- | --- | --- | ---- |
| 1994  | Utah        | 6   | 0  | 6.0  | .400 | .667 | 1.000 | 1.5 | .5  | .0  | .0  | 2.7  |
| 1995  | Utah        | 2   | 0  | 6.5  | .571 | .500 | .500  | 1.0 | 1.5 | .5  | .0  | 5.5  |
| 1996  | Utah        | 18  | 0  | 25.5 | .468 | .472 | .816  | 4.2 | 1.2 | 1.3 | .5  | 9.6  |
| 1997  | Utah        | 20  | 20 | 37.9 | .461 | .356 | .721  | 4.6 | 1.4 | 1.1 | .3  | 12.3 |
| 1998  | Utah        | 20  | 13 | 34.9 | .469 | .365 | .716  | 4.7 | 1.1 | 1.1 | .3  | 11.0 |
| 1999  | Utah        | 11  | 11 | 35.2 | .426 | .250 | .722  | 6.1 | 1.2 | 1.8 | .2  | 12.1 |
| 2000  | Utah        | 10  | 10 | 37.1 | .421 | .289 | .756  | 5.4 | 2.1 | 1.6 | .5  | 14.0 |
| 2001  | Utah        | 5   | 5  | 42.8 | .446 | .455 | .917  | 7.2 | 3.0 | .6  | .2  | 14.2 |
| 2002  | Utah        | 4   | 4  | 30.0 | .250 | .400 | 1.000 | 4.3 | 1.8 | 1.0 | .0  | 7.0  |
| 2004  | L.A. Lakers | 6   | 0  | 2.7  | .000 | .000 | ...   | .2  | .3  | .2  | .0  | .0   |
| 2005  | Denver      | 3   | 0  | 3.0  | .000 | .000 | 1.000 | .0  | .0  | .0  | .0  | 1.0  |
| Total | Total       | 105 | 63 | 29.3 | .440 | .365 | .759  | 4.2 | 1.3 | 1.0 | .3  | 9.9  |

## Personal
Es licenciado en Justicia Criminal en Long Beach. Con su esposa Kimberli tiene tres hijos, Kajun, Brittnee y Brandon.